# Хариховце
Хариховце (слч. Harichovce) насељено је мјесто са административним статусом сеоске општине (слч. obec) у округу Спишка Нова Вес, у Кошичком крају, Словачка Република.

## Становништво
| Година:    | 1994. | 2004.    | 2014.   | 2024.   |
| ---------- | ----- | -------- | ------- | ------- |
| Број људи: | 1540  | 1723     | 1861    | 1891    |
| Разлика:   |       | +11,88 % | +8,00 % | +1,61 % |

| Година:    | 2023. | 2024.   |
| ---------- | ----- | ------- |
| Број људи: | 1858  | 1891    |
| Разлика:   |       | +1,77 % |

Према подацима о броју становника из 2011. године насеље је имало 1.835 становника.